# 京極しん
京極 しん（きょうごく - ）は、日本のイラストレーター。滋賀県出身。
2005年頃からアダルトゲームの原画やアンソロジーコミックを中心に活動。同年に『電撃G's magazine』の読者参加企画「2/3 アイノキョウカイセン」でキャラクターデザイン・挿絵担当（三次元パート）に抜擢され、連載後半では実質上のメインイラストレーターとなる。
2008年に入り電撃文庫『ほうかご百物語』（峰守ひろかず）、ファミ通文庫『セキララ!!』（花谷敏嗣）と相次いでライトノベルの挿絵を担当した。
同人サークル「INFINITY DRIVE」を主宰。

## 主な作品

### 原画
- ないしょの放課後（ROLL）
- 部活規格（F&C、一部）
- 赤いCanvasシリーズ なでしこ 〜朱色のらせん〜（F&C、一部）
- シックスガ〜ル（アリコシステム）

### 挿画
小説
- ほうかご百物語（峰守ひろかず・著、電撃文庫）
- セキララ!!（花谷敏嗣・著、ファミ通文庫）
- もて?モテ!（長野聖樹・著、MF文庫J）
- ストライクウィッチーズ2（南房秀久・著、角川スニーカー文庫）
- カフェとオレの先輩（樋口司・著、MF文庫J）
- 選ばれすぎしもの!（峰守ひろかず・著、電撃文庫）
- ガールズ&パンツァー（ひびき遊・著、MF文庫J）

読者参加企画
- 2/3 アイノキョウカイセン（電撃G's magazine連載）

### 漫画
- ストライクウィッチーズ -キミとつながる空-（娘TYPE連載）
- ストライクウィッチーズ オーロラの魔女 (カドカワコミックスAエース)

### その他
- あんハピ♪（第7話　エンドカード）